# Liste der Naturdenkmale in Birkenheide
Die Liste der Naturdenkmale in Birkenheide nennt die im Gemeindegebiet von Birkenheide ausgewiesenen Naturdenkmale (Stand 30. März 2013).

## Naturdenkmale
| Nr.         | Bezeichnung                | Lage                               | Beschreibung                                                               | Bild                          |
| ----------- | -------------------------- | ---------------------------------- | -------------------------------------------------------------------------- | ----------------------------- |
| ND-7338-339 | Silbergrasflur Birkenheide | südlich der Mannheimer Straße Lage | Sandmagerrasen, Leitart Corynephorus canescens; flächenhaftes Naturdenkmal | mehr Fotos \| Fotos hochladen |